# Устя-Зелене

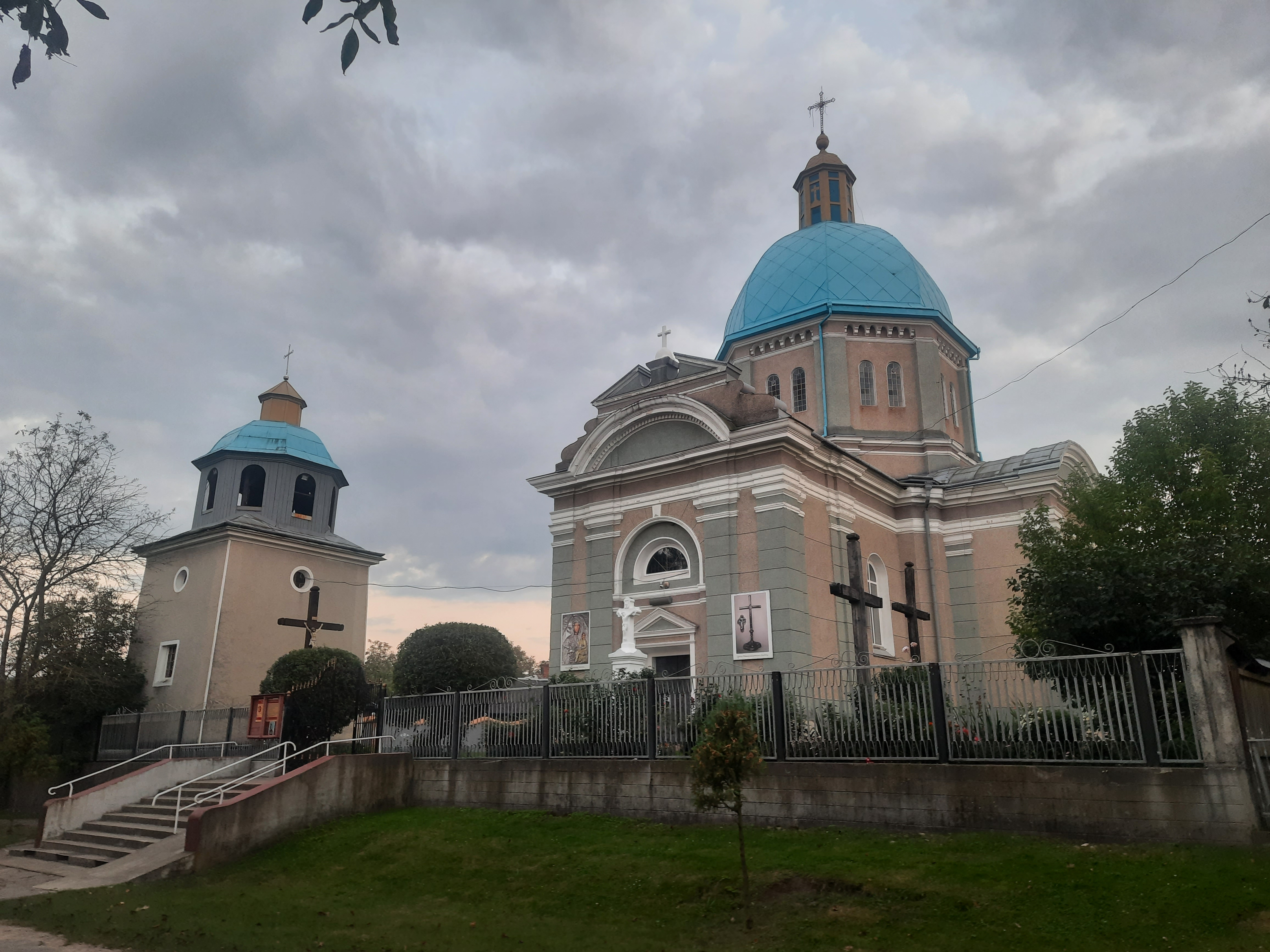
Церква Собору Пресвятої Богородиці

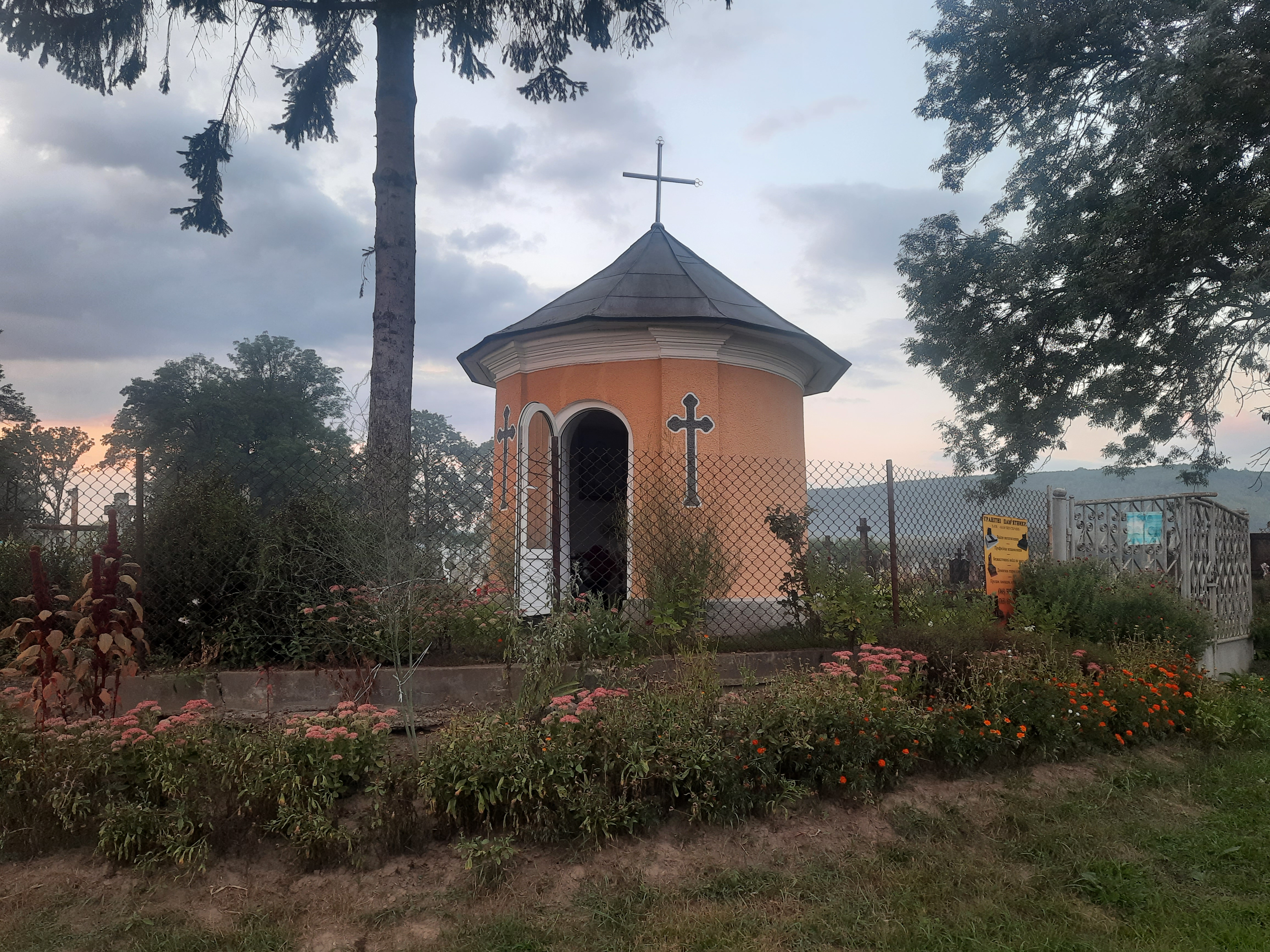
Капличка на цвинтарі

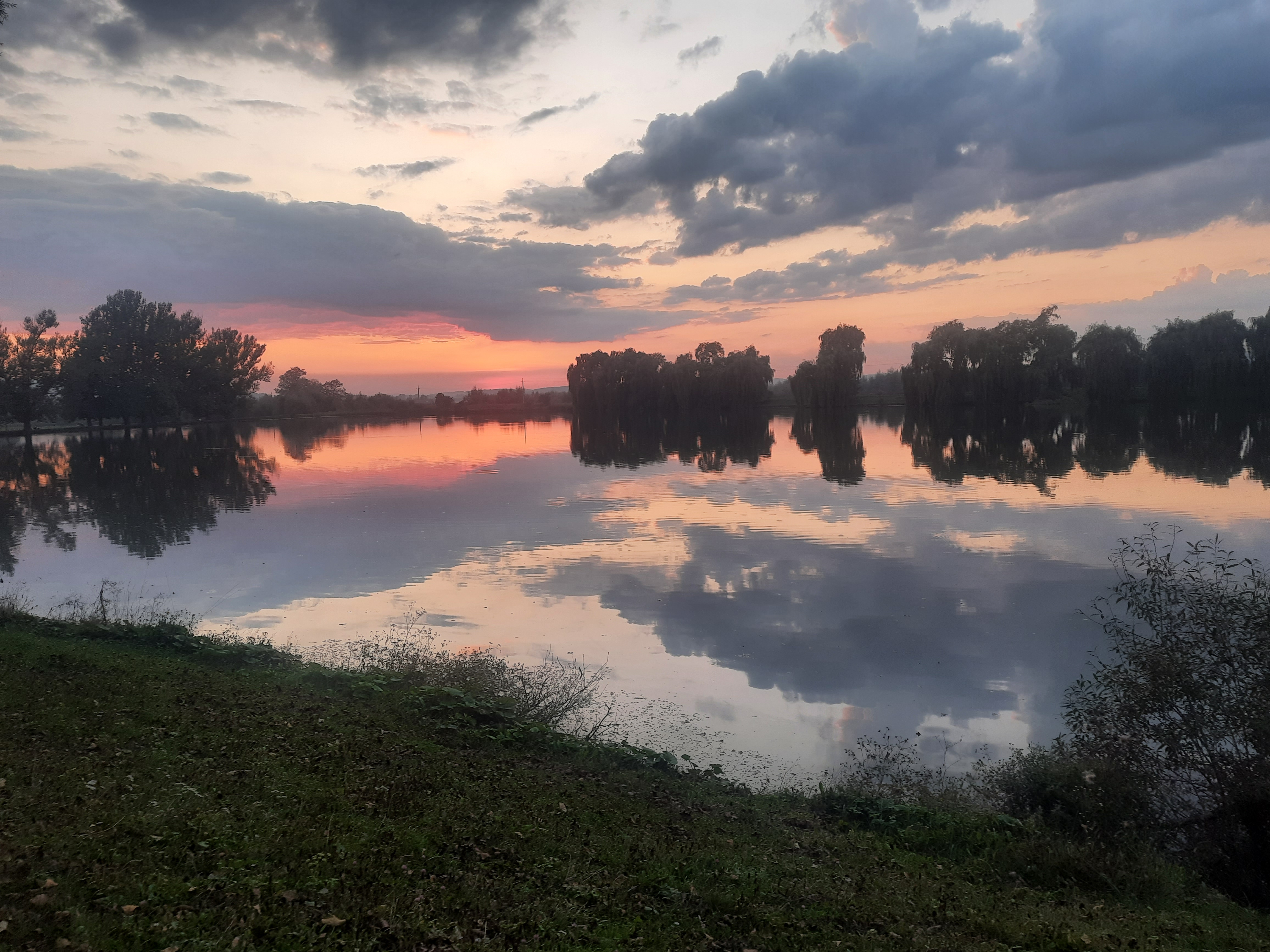
Став біля села

У́стя-Зеле́не — село в Україні, у Монастириській міській громаді Чортківського району Тернопільської області. Розташоване на річці Дністер, на заході району. Центр сільради, якій було підпорядковано села Лука та Межигір'я (до 2020). У зв'язку з переселенням мешканців хутори Вареньків, Мельники, Свидівка та Хомниця виведені з облікових даних.
Населення — 528 осіб (2007).

## Історія

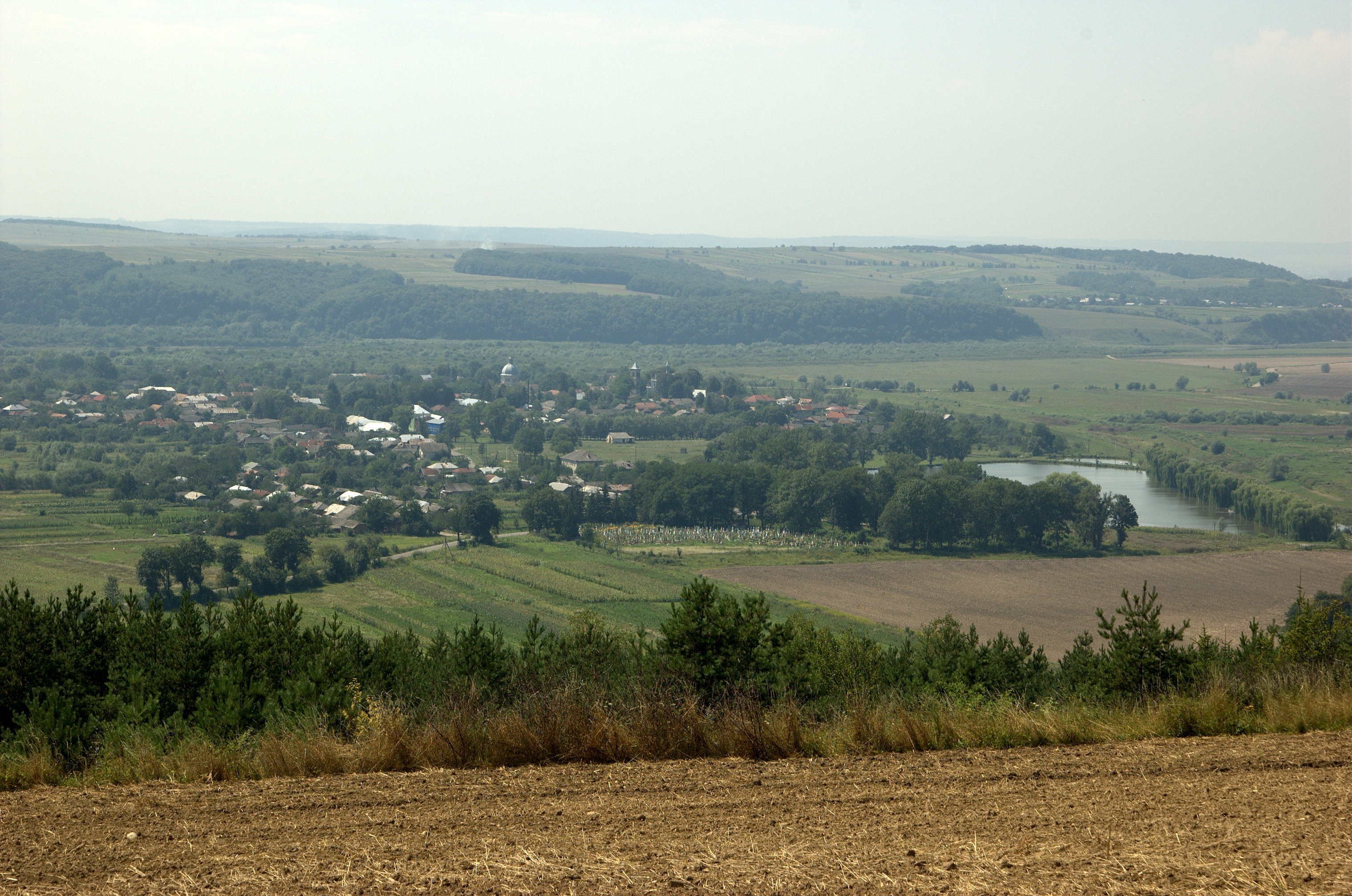
Загальний вигляд села

Поблизу села виявлено археологічні пам'ятки пізнього палеоліту.
Юзеф Мітковський стверджував, що шляхтич Міхал Абданк отримав село, яке успадкував його син Теодорик.
Ще одна згадка — 1436 р.; було власністю родин польських шляхтичів Ко́лів, Бучацьких гербу Абданк, Павела Куропатви. Власники змінювались, поселення віддавали в заставу: сини Теодорика Бучацького-Язловецького Міхал та Ян (успадкували поселення від батька) продали в 1461 р. галицькому підстолію Янові Ко́лі; 1464–1465 років галицький підкоморій Ян Ко́ла заставив подільському воєводі Станіславові з Ходча та Янові Войниловському.
У податковому реєстрі 1515 року в селі Uscze документується піп (отже, уже тоді була церква) і 6 ланів (близько 150 га) оброблюваної землі.
1548 року згадане як місто Ружане Устє, згодом Устє-Зелене. 28 грудня, 31 грудня 1548 року король Сигізмунд II Авґуст надав привілеї на статус міста на магдебурзькому праві, на звільнення від податків (прохання власника Яна Мелецького)[джерело?].
У другій половині 16 ст. у замку була мурована каплиця св. Якова і Анни. Переведенню Устя-Зеленого до розряду містечок сприяли й оборонна мета, зокрема потреба створити в краї ряд укріплених місць для захисту від нападів турецько-татарських орд, які раз у раз чинили грабіжницькі походи.
Після шлюбу доньки Яна Коли Анни за подільським воєводою Яном Мелецьким перейшло до нього, його сина Миколая, вдови останнього Ельжбети[джерело?]. Після одруження з її донькою Катажиною дідичем став коронний підчаший, майбутній познанський воєвода Ян Остроруг, який надав тут притулок вигнаному з Молдови Єремії Могилі.
1600 року Єремія Могила — власник Устя Зеленого, по його смерти вдова Єлизавета Чомортань-Лозинська (згадана у 1607, 1615 роках). У 1616 році власником був зять Є. Могили — князь Самійло Корецький, у 1620 р. — інший зять, Максиміліан Пшерембський — перший чоловік Анни Могилівни (здобув «наїздом» разом зі Стефаном Потоцьким), 1628 р. господар Молдови Мирон Бернавський. 1633 р. король Владислав IV Ваза, після смерти останнього, надав місто правом кадука Станіславові Конєцпольському, але Пшерембські та Вишневецькі вчинили напад, пограбували. Після Конєцпольських власниками стали нащадки Стефана Потоцького (зокрема, внук Стефан Александер — белзький воєвода, який видав фундаційну грамоту на заснування монастиря ОО. Василіян в Бучачі).
З 1668 року тривала справа отримання дідичем Бучача Яном Потоцьким та його братом Павелом частини маєтностей («Устецький ключ») померлого серадзького воєводи Зиґмунта Кароля Пшерембського. За заповітом, разом з братом Павелом дідичив певну частину маєтностей устецьких; також там частку отримала дочка князя Богуслава Радзивілла Людовика Кароліна. Справа тривала у 1669 році, не була закінчена на коронаційному сеймі, було листування між та стольником великим литовським князем Станіславом Казимиром Радзивіллом.
Від — 1564 року центр староства Устє Корони Польської[джерело?], з 1569 р. — у складі Речі Посполитої. 1785 року містечко належало до Заліщицької, згодом — Станиславівського округу (або «циркулу», «крайсу»). Містечко було центром домінії Устя-Зелене, дл складу якої також входили громади і села Бобрівники, Лазарівка, Комарівка, Лука, Лядське, Межигір'я, Нисколизи, Тростянець Королівства Галичини і Володимирії. Згодом Устя-Зелене увійшло до складу новоутвореного Бучацького повіту Австрійської імперії (з 1867 р. — Австро-Угорської).
Місто було центром Устецького деканату РКЦ[джерело?].
До 1914 року мало статус містечка. У XIX ст. містечко мало печатку з гербом: Архангел Михаїл, що тримає в правій руці опущений меч, у лівій — опущені піхви від меча.
Діяли філії українського товариства «Просвіта» та інших. 
Січень — червень 1940 — райцентр УРСР.
На початку липня 1941 р. німецькі війська окупували Устя-Зелене. За роки війни нацисти вивезли до Німеччини на примусові роботи 110 юнаків та дівчат. Після виникнення УПА її поповнювала молодь села, зокрема: Роман Кашуба, Петро Листван, Степан Мисик, Антон Павелко, Петро Сплавник, Ярослав і Йосип Федики, Василь Ціцюра.
Із формуванням у 1943 р. дивізії “Галичина” в неї записалися кілька юнаків: Роман Заровецький, Михайло Малиняк, Андрій і Петро Павелки, Михайло Саєвич, Василь Сплавник, Петро Цибульський. У липні 1943 через Устя-Зелене проходило радянське партизанське з’єднання Сидора Ковпака.
Протягом 1962–1966 село належало до Бучацького району.
12 червня 2020 року, відповідно до розпорядження Кабінету Міністрів України № 724-р «Про визначення адміністративних центрів та затвердження територій територіальних громад Тернопільської області» увійшло до складу Монастириської міської громади.
19 липня 2020 року, в результаті адміністративно-територіальної реформи та ліквідації Монастириського району, село увійшло до складу Чортківського району.

### Парламентські вибори, 2019
На позачергових парламентських виборах 2019 року у селі функціонувала окрема виборча дільниця № 610709, розташована у приміщенні школи.
Результати
- зареєстровано 323 виборці, явка 74,92%, найбільше голосів віддано за Всеукраїнське об'єднання «Батьківщина» — 28,63%, за «Слугу народу» — 27,39%, за Всеукраїнське об'єднання «Свобода» — 11,20%.[11] В одномандатному окрузі найбільше голосів отримав Микола Люшняк (самовисування) — 24,15%, за Аллу Стечишин (самовисування) — 16,53%, за Романа Василіцького (Об'єднання «Самопоміч») — 16,10%[12].

## Символіка

### Герб
Архистратиг Михаїл з опущеним мечем в правій руці і піхвами в лівій.

## Пам'ятки

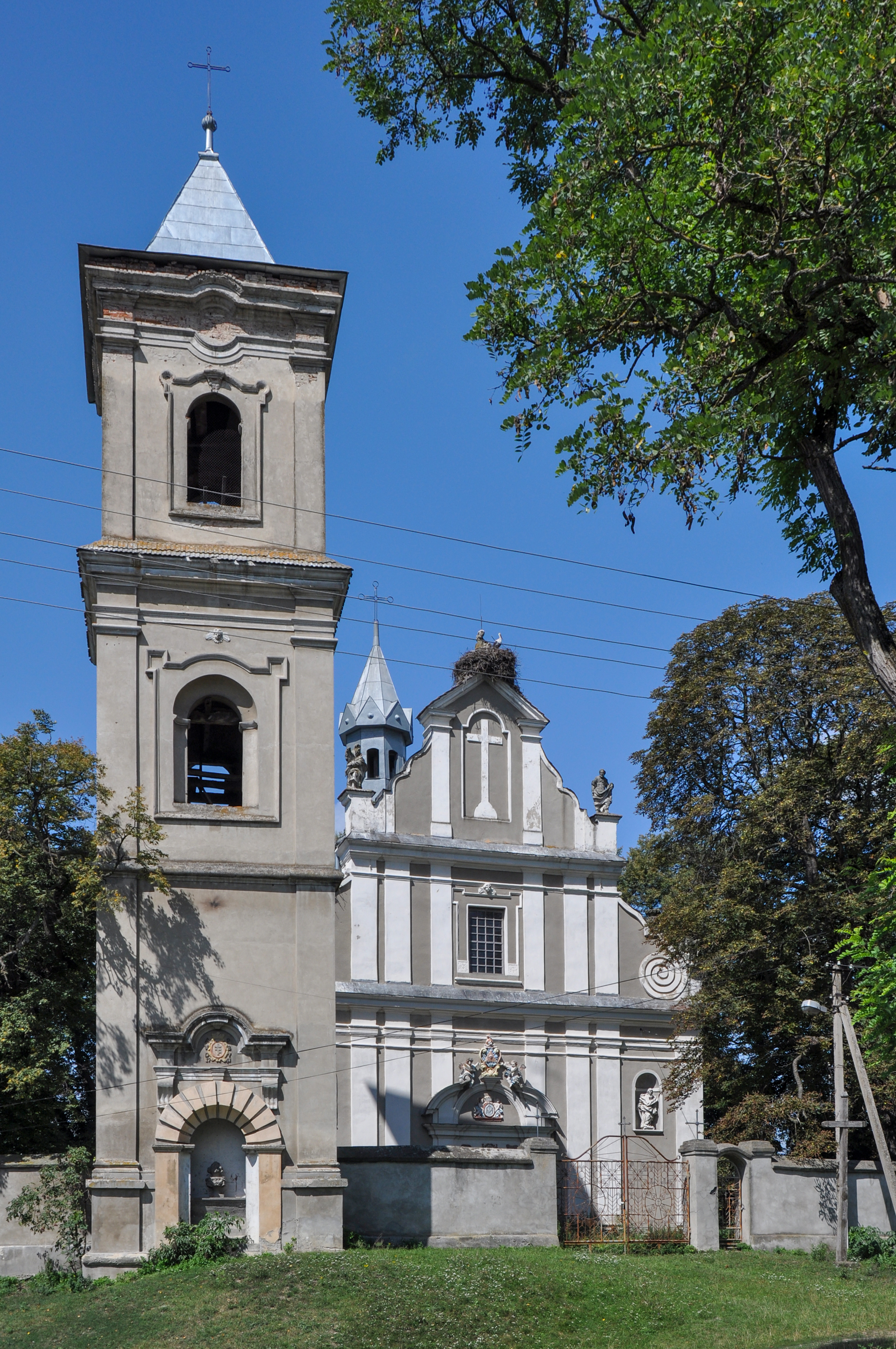
Костел і дзвіниця

Пам'ятник Тарасові Шевченку

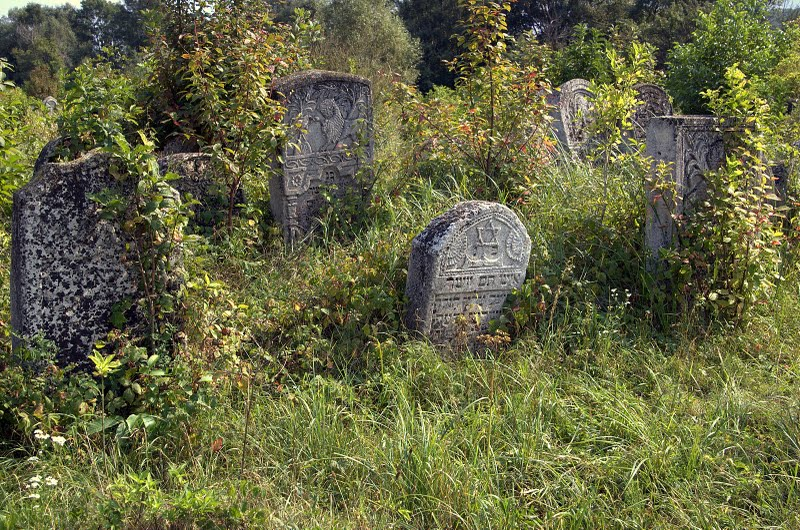
Мацеви на старому єврейському кладовищі

- символічна могила УСС (1991 р.)
- церква Собору Пресвятої Богородиці (1893 р., мурована), сайт церкви http://parafiyauz.com.ua/
- капличка
- пам'ятний хрест на честь скасування панщини в Австро-Угорщині 1848 року
- єврейський цвинтар.[14]

### Пам'ятники
- Тарасу Шевченку (1960 p.)
- воїнам-односельцям, полеглим у німецько-радянській війні (1965 р.)

Пам'ятник Тарасові Шевченку
Пам'ятка монументального мистецтва місцевого значення. Розташований біля школи.
Встановлений  1961 р. Скульптор – Мацієвський (Івано-Франківськ).
Погруддя – тонований бетон.
Погруддя – 1,1 м, постамент – 1,9 м.

### Меморіальні таблиці
- на будинку, де проживав Володимир Темницький (1997 р.).

## Соціальна сфера
Працюють ЗОШ 1-3 ступ., клуб, бібліотека, дільнична лікарня, аптека, дошкільний заклад, дільн. вет. медицини, відділення зв'язку, 2 торгові заклади.

## Населення

### Мова
Розподіл населення за рідною мовою за даними перепису 2001 року:
| Мова       | Кількість | Відсоток |
| ---------- | --------- | -------- |
| українська | 584       | 99.83%   |
| російська  | 1         | 0.17%    |
| Усього     | 585       | 100%     |

## Відомі люди

### Народилися
- о. Галібей Іван — голова Надзірних (спостережних) рад: Бучацького «Повітового союзу кооператив» (ПСК), Бучацької філії Українського банку (Українбанку)[18]
- Степан Галібей — український громадський, освітній діяч, військовик, педагог
- громадський діяч, правник Я.-Р. Ботюк,
- громадсько-культурний діяч С. Душенко,
- художник, громадський діяч Юліан Панькевич.

### Пов'язані з Устям-Зеленим
- громадсько-політичний діяч Володимир Темницький (одружився тут з піаністкою Росиславою Білинською)
- ректор Леонід Ковальчук працював хірургом місцевої лікарні[19]
- доктор технічних наук, професор, завідувач кафедри нафтогазового обладнання ІФНТУНГ, академік УНГА,  Копей Богдан Володимирович[джерело?]Копей Богдан Володимирович